# MS (satellite)
MS è una serie di satelliti sovietici lanciati nel 1962. Si trattava di satelliti per ricerche scientifiche, che furono costruiti in due versioni (quattro esemplari complessivi) da Korolev. 
Il lancio avveniva utilizzando vettori Kosmos-2.

## 1MS
Gli 1MS erano satelliti per ricerche costruiti in due esemplari. Il peso era di 285 kg, il perigeo di 207 km e l'apogeo di 1.485 km, con inclinazione di 49°.
- Cosmos 2 (anche: Sputnik 12): 6 aprile 1962. Svolse ricerche sulle radiazioni ed i raggi cosmici. Inoltre, investigò gli strati superiori dell'atmosfera e lo spazio esterno, e servì allo sviluppo di elementi utili alla progettazione di navicelle spaziali.
- Cosmos 12: 25 ottobre 1962. Lancio fallito per malfunzionamento del razzo vettore.

## 2MS
I 2MS erano satelliti ideati per svolgere ricerche di vario tipo. La massa tipica era di 305 kg, il perigeo di 216 km e l'apogeo di 707 km, con inclinazione di 49°.
- Cosmos 3 (anche: Sputnik 13): 24 aprile 1962. Svolse ricerche sulle radiazioni ed i raggi cosmici. Inoltre, investigò gli strati superiori dell'atmosfera e lo spazio esterno, e servì allo sviluppo di elementi utili alla progettazione di navicelle spaziali.
- Cosmos 5 (anche: Sputnik 15): 28 maggio 1962. Svolse ricerche sul monitoraggio della radiazione artificiale. Inoltre, investigò gli strati superiori dell'atmosfera e lo spazio esterno, servendo allo sviluppo di elementi utili alla progettazione di navicelle spaziali.